# NGC 3795
NGC 3795 este o galaxie spirală situată în constelația Ursa Mare. A fost descoperită în 18 martie 1790 de către William Herschel. Se află la o distanță de 24,77 de megaparseci de Pământ.